# Hos Musse
Hos Musse (engelska: House of Mouse) är en animerad TV-serie i 52 avsnitt, producerad av Walt Disney Television, och ursprungligen visad 2001-2003. I serien, som är en vidareutveckling av Musses verkstad, och till viss del består av material från denna serie, driver Musse Pigg och hans vänner nattklubben "Hos Musse". Hit kommer olika karaktärer från Disneys filmer och TV-serier. Showen visar också en rad olika kortfilmer.
Serien hade svensk premiär på Disney Channel den 28 februari 2003.

## Karaktärer
I centrum för serien står Disneys mest kända figurer, som alla har en viktig roll att fylla på nattklubben. Musse Pigg är Hos Musses chef och presenterar kortfilmer för publiken och Mimmi Pigg håller reda på räkningarna. Kalle Anka välkomnar alla gästerna och Kajsa Anka försäkrar sig om att de har reserverat bord. Långben är kypare och Pluto är showens maskot. Andra anställda är Mårten Gås som kock, Klasse som mekaniker, Knatte, Fnatte och Tjatte som showens musikband och Max, Långbens son, som är den som öppnar bildörrarna när gästerna kommer. Slutligen finns där Klarabella, som är en riktig skvallerbytta, och Svarte-Petter som äger byggnaden och helst vill lägga ner klubben för gott.
Klubben gästas dessutom under seriens gång av så gott som samtliga tecknade disneykaraktärer från filmer och TV-serier - en komplett lista skulle därför bli i det närmaste oöverskådlig.

## Hos Musse i Sverige
Serien har i Sverige visats i SVT Disney Channel, Toon Disney och SVT 1.
| Svenskspråkiga röster     |                                 |
| Musse Pigg                | Anders Öjebo                    |
| Mimmi Pigg                | Lizette Pålsson                 |
| Kalle Anka                | Andreas Nilsson                 |
| Kajsa Anka                | Marie Kühler                    |
| Knatte, Fnatte och Tjatte | Monica Forsberg                 |
| Långben                   | Johan Lindqvist                 |
| Max                       | Alexander Lundberg              |
| Mikrofon-Micke            | Roger Storm                     |
| Magiska spegeln           | Bo Maniette                     |
| Pluto                     | Stefan Berglund                 |
| Klarabella                | Anna Norberg                    |
| Klasse                    | Robert Dröse                    |
| Mårten Gås                |                                 |
| Mortimer                  | Peter Kjellström                |
| Ludwig von Anka           | Gunnar Uddén                    |
| Svarte Petter             | Stephan Karlsén                 |
| Jätten Ville              | Anders Öjebo                    |
| Timon och Pumbaa          | Anders Öjebo och Bo Maniette    |
| Joakim Von Anka           | John Harryson                   |
| Piff och Puff             | Monica Forsberg och Bertil Engh |
| Tokig berättare           | Bo Maniette & Johan Wahlström   |
| Övriga röster:            | Niclas Ekholm                   |
|                           | Johan Svensson                  |
|                           | Jacob Bergmalm                  |
|                           | Daniel Bergfalk                 |
|                           | Torsten Wahlund                 |
|                           | Christel Körner                 |

## Avsnitt
Förutom att avsnitten har en genomgående handling visar dessutom Musse och hans anställda ett par kortfilmer varje gång (tidsmässigt tar dessa upp ungefär halva programtiden). Dessa filmer kommer huvudsakligen från Musses Verkstad - i princip allt material från den serien kördes även i Hos Musse - men även flera nyproducerade kortfilmer av samma typ som de i den äldre serien, samt äldre kortfilmer från 1940- och 1950-talet förekommer.
Förutom seriens 52 avsnitt har det dessutom gjorts två videofilmer, som följer samma upplägg som serien.

### Säsong 1
- 1. The Stolen Cartoons
  - Pluto Gets the Paper: Wet Cement (nyproducerad)
  - Donald's Dynamite: Magic Act (Från Musses Verkstad, avsnitt 18)
  - A Mickey Mouse Cartoon: Hickory Dickory Mickey (nyproducerad)
- 2. Unplugged Club
  - A Mickey Mouse Cartoon: Mickey's Cabin (Musses Verkstad #25)
  - A Donald Duck Cartoon: Music Store Donald (nyproducerad)
- 3. Big Bad Wolf Daddy
  - Pluto Gets the Paper: Mortimer (Musses Verkstad #22)
  - A Donald Duck Cartoon: Donald's Charmed Date (nyproducerad)
  - A Goofy Cartoon: How to Be Groovy, Cool and Fly (nyproducerad)
- 4. The Three Caballeros
  - A Donald Duck Cartoon: Donald's Fish Fry (Musses Verkstad #25)
  - A Goofy Cartoon: How to Be Smart (nyproducerad)
- 5. Timon & Pumbaa
  - A Pluto Cartoon: Pluto's Magic Paws (Musses Verkstad #26)
  - Mickey to the Rescue: Cage and Cannons (Musses Verkstad #11)
  - A Donald Duck Cartoon: Golf Nut Donald (nyproducerad)
- 6. Gone Goofy
  - Goofy's Extreme Sports: Shark Feeding (Musses Verkstad #20)
  - A Mickey, Donald & Goofy Cartoon: Pit Crew (nyproducerad)
  - A Donald Duck Cartoon: Donald's Goofy World (nyproducerad)
- 7. Rent Day
  - A Mickey Mouse Cartoon: Mickey's Mountain (Musses Verkstad #20)
  - Maestro Minnie: Circus Symphony (nyproducerad)
  - A Mickey Mouse Cartoon: Big House Mickey (nyproducerad)
- 8. Jiminy Cricket
  - A Mickey Mouse Cartoon: Mickey's Mistake (Musses Verkstad #4)
  - A Daisy Duck Cartoon: Daisy's Road Trip (Musses Verkstad #16)
- 9. Goofy's Valentine Date
  - Silly Symphonies: Donald's Valentine Dollar (Musses Verkstad #5)
  - Mickey to the Rescue: Staircase (Musses Verkstad #8)
  - A Pluto Cartoon: Pluto's Arrow Error (Musses Verkstad #7)
- 10. Donald's Lamp Trade
  - A Donald Duck Cartoon: Survival of the Woodchucks (Musses Verkstad #18)
  - A Goofy Cartoon: Goofy's Radio (Musses Verkstad #19)
- 11. Donald's Pumbaa Prank
  - A Donald Duck Cartoon: Whitewater Donald (Musses Verkstad #24)
  - A Mickey Mouse Cartoon: Mickey's April Fools (nyproducerad)
- 12. Thanks to Minnie
  - A Minnie Mouse Cartoon: Minnie Visits Daisy (Musses Verkstad #22)
  - A Mickey Mouse Cartoon: Mickey's Big Break (Musses Verkstad #26)
- 13. Pluto Saves the Day
  - A Goofy Cartoon: Goofy's Big Kitty (Musses Verkstad #16)
  - A Pluto Cartoon: Pluto's Kittens (Musses Verkstad #5)

### Säsong 2
- 14. House Ghosts
  - Silly Symphonies:Hanzel and Gretel
  - Pluto gets paper:UFO (Musses Verkstad #25)
  - A Goofy cartoon:How to haunt a house (Musses Verkstad #17)
- 15. Not Too Goofy
  - A Mickey, Donald & Goofy Cartoon: Roller Coaster Painters (Musses Verkstad #1)
  - Goofy's Extreme Sports: Wakeboarding (Musses Verkstad #11)
  - A Goofy Cartoon: How to Wash Dishes (Musses Verkstad #22)
- 16. Salute To Sports
  - A Goofy Cartoon: How to Be a Baseball Fan (Musses Verkstad #17)
  - A Goofy Cartoon: Goofy Gymnastics (från 1949)
- 17. Daisy's Debut
  - A Daisy Duck Cartoon: Daisy's Big Sale (nyproducerad)
  - A Mickey Mouse Cartoon: Topsy Turvy Town (Musses Verkstad #12)
- 18. King Larry Swings In
  - A Mickey Mouse Cartoon: Mickey and the Seal (från 1948)
  - Goofy's Extreme Sports: Paracycling (Musses Verkstad #4)
  - A Goofy Cartoon: How to Be a Gentleman (Musses Verkstad #23)
- 19. Everybody Loves Mickey
  - A Mickey Mouse Cartoon: Mickey's Rival Returns (Musses Verkstad #18)
  - Mickey to the Rescue: Train Tracks (Musses Verkstad #1)
  - A Donald Duck Cartoon: Donald's Failed Fourth (Musses Verkstad #1)
- 20. Max's New Car
  - A Mickey Mouse Cartoon: Mickey's New Car (Musses Verkstad #2)
  - A Mickey, Donald & Goofy Cartoon: Car Washers (Musses Verkstad #19)
- 21. House Of Magic
  - A Pluto Cartoon: Pluto's Penthouse Sweet (Musses Verkstad #2)
  - Donald's Dynamite: Bowling Alley (Musses Verkstad #3)
  - A Mickey, Donald & Goofy Cartoon: Babysitters (nyproducerad)
- 22. Goofy for a Day
  - A Goofy Cartoon: How to Be a Waiter (Musses Verkstad #1)
  - Maestro Minnie: Hungarian Rhapsody No. 6 (Musses Verkstad #5)
  - A Donald Duck Cartoon: Donald's Dinner Date (Musses Verkstad #10)
- 23. Max's Embarrassing Date
  - A Pluto Cartoon: Pluto's Penthouse Sweet (Musses Verkstad #2)
  - A Goofy Cartoon: How to Ride a Bicycle (Musses Verkstad #8)
- 24. The Mouse Who Came to Dinner
  - A Mickey Mouse Cartoon: Mickey's Mix-Up (Musses Verkstad #24)
  - Maestro Minnie: Flight of the Bumblebee (Musses Verkstad #13)
  - A Donald Duck Cartoon: Donald's Grizzly Guest (Musses Verkstad #15)
- 25. Clarabelle's Big Secret
  - A Goofy Cartoon: How to Be a Spy (Musses Verkstad #5)
  - A Donald Duck Cartoon: Double Date Donald (nyproducerad)
- 26. Pete's One-Man Show
  - A Mickey Mouse Cartoon: Pinball Mickey (nyproducerad)
  - Von Drake's House of Genius: Time Reverser (Musses Verkstad #3)
  - A Mickey, Donald & Goofy Cartoon: Housesitters (nyproducerad)

### Säsong 3
- 27. Mickey and Minnie's Big Vacation
  - Mouse Tales: Around the World in Eighty Days (Musses Verkstad #6)
  - Donald's Dynamite: Fishing (Musses Verkstad #7)
- 28. Donald and the Aracuan Bird
  - A Pluto Cartoon: Pluto vs. the Watchdog (Musses Verkstad #6)
  - A Donald Duck Cartoon: Bird Brained Donald (Musses Verkstad #27)
- 29. Where's Minnie?
  - A Mickey, Donald & Goofy Cartoon: Mickey and the Color Caper (nyproducerad)
  - A Donald Duck Cartoon: Donald's Pool (Musses Verkstad #27)
- 30. Super Goof
  - A Goofy Cartoon: How to Take Care of Your Yard (Musses Verkstad #21)
  - A Mickey, Donald & Goofy Cartoon: Locksmiths (Musses Verkstad #17)
- 31. Ladies' Night
  - A Minnie Mouse Cartoon: Purple Pluto (Musses Verkstad #7)
  - Maestro Minnie: William Tell Overture (Musses Verstad #1)
  - A Minnie Mouse Cartoon: Daisy Bothers Minnie (Musses Verkstad #8)
- 32. House of Crime
  - A Mickey, Donald & Goofy Cartoon: Mickey Foils the Phantom Blot (Musses Verkstad #15)
  - Von Drake's House of Genius: Teldinger (Musses Verkstad #13)
- 33. House of Genius
  - A Goofy Cartoon: Futurmania (nyproducerad)
  - A Mickey Mouse Cartoon: Mickey's Mechanical House (Musses Verkstad #9)
- 34. Dennis The Duck
  - A Mickey Mouse Cartoon: The Whoopee Party (från 1932)
  - A Mickey Mouse Cartoon: Mickey and the Goatman (nyproducerad)
- 35. Mickey and the Culture Clash
  - A Mickey Mouse Cartoon: Mickey's Piano Lesson (Musses Verkstad #10)
  - Maestro Minnie: Brahms Lullabye (Musses Verstad)
  - Silly Symphonies: Dance of the Goofys (Musses Verkstad #3)
- 36. Goofy's Menu Magic
  - A Mickey, Donald & Goofy Cartoon: Sandwich Makers (Musses Verkstad #7)
  - Pluto gets the Paper: Bubble Gum (Musses Verstad #12)
  - A Mickey Mouse Cartoon: Mickey Tries to Cook (Musses Verkstad #12)
- 37. Music Day
  - A Goofy Cartoon: How to Be a Rock Star (nyproducerad)
  - Goofy's Extreme Sports: Skating the Half Pipe (Musses Verstad #2)
  - A Donald Duck Cartoon: Donald's Rocket Ruckus (Musses Verkstad #4)
- 38. House of Scrooge
  - Mouse Tales: A Midsummer Night's Dream (Musses Verkstad #11)
  - Von Drake's House of Genius: Money Increaser (Musses Verkstad #7)
- 39. Donald Wants to Fly
  - A Mickey Mouse Cartoon: Mickey's Airplane Kit (Musses Verkstad #3)
  - Silly Symphonies: Mickey and the Seagull (Musses Verkstad #18)

### Säsong 4
- 40. Dining Goofy
  - A Mickey, Donald & Goofy Cartoon: Mickey's Answering Service (Musses Verkstad #26)
  - A Donald Duck Cartoon: computer.don (Musses Verkstad #20)
  - Von Drake's House of Genius: Remote Controlled Laser Lawn Mower (Musses Verkstad #6)
- 41. Halloween With Hades
  - A Goofy Cartoon: How to Camp (nyproducerad)
  - A Donald Duck Cartoon: Donald's Halloween Scare (Musses Verkstad #21)
- 42. Pete's House of Villians
  - A Walt Disney Cartoon: Lil' Bad (nyproducerad)
  - A Mickey, Donald & Goofy Cartoon: Organ Donors (Musses Verkstad #4)
  - Donald's Dynamite: Opera Box (Musses Verkstad #6)
- 43. Mickey vs. Shelby
  - A Donald Duck Cartoon: Donald's Shell Shots (Musses Verkstad #2)
  - A Donald Duck Cartoon: Domesticated Donald (Musses Verkstad #22)
- 44. Chip 'n' Dale
  - A Donald Duck Cartoon: Up a Tree (från 1955)
  - Goofy's Extreme Sports: Rock Climbing (Musses Verkstad #9)
  - A Chip 'n' Dale Cartoon: Two Chips and a Miss (från 1952)
- 45. Suddenly Hades
  - A Donald Duck Cartoon: Donald's Pool (Musses Verkstad #27)
  - A Donald Duck Cartoon: Donald's Lighthouse (Musses Verkstad #21)
- 46. Humphrey in the House
  - A Donald Duck Cartoon: Hot Tub Humphrey (nyproducerad)
  - A Donald Duck Cartoon: Beezy Bear (från 1955)
- 47. Clarabelle's Christmas List
  - A Donald Duck Cartoon: Donald On Ice (Musses Verkstad #9)
  - A Mickey Mouse Cartoon: Mickey's Christmas Chaos (Musses Verkstad #24)
- 48. Ask Von Drake
  - A Von Drake Cartoon: Hydro Squirter (Musses Verkstad #10)
  - A Von Drake Cartoon: Relaxing with Von Drake (Musses Verkstad #16)
- 49. Pluto vs. Figaro
  - A Pluto Cartoon: Pluto Runs Away (Musses Verkstad #8)
  - A Donald Duck Cartoon: Donald and the Big Nut (Musses Verkstad #12)
- 50. Snow Day
  - A Pluto Cartoon: Pluto's Seal Deal (Musses Verkstad #19)
  - A Mickey Mouse Cartoon: Mickey's Remedy (Musses Verkstad #11)
  - Donald's Dynamite: Snowman (Musses Verkstad #15)
- 51. House of Turkey
  - A Mickey, Donald & Goofy Cartoon: Turkey Catchers (Musses Verkstad #3)
  - A Mickey Mouse Cartoon: Mickey's Mixed Nuts (Musses Verkstad #20)
- 52. Pete's Christmas Caper
  - Mouse Tales: The Nutcracker (Musses Verkstad #13)
  - Donald's Dynamite: Snowman (Musses Verkstad #15)
- 53. The Reluctant Dragon and Mr. J. Thaddues Toad
  - The Reluctant Dragon (från 1941)
  - Pluto Gets the Papier: Wolf chase (Musses Verkstad #25)
  - The Wind in the Willows (från 1949)

## Videofilmer
Hittills har två videofilmer utgivits. Precis som TV-serien knyts kortfilmer ihop av en ramberättelse.
- Julfest hos Musse Pigg (Mickey's Magical Christmas Snowed In At The House Of Mouse, 2001)
  - A Donald Duck Cartoon: Donald On Ice (Musses Verkstad #9)
  - A Mickey Mouse Cartoon: Pluto's Christmas Tree (från 1952)
  - Mouse Tales: The Nutcracker (Musses Verkstad #13)
  - Musse Piggs julsaga (Mickey's Christmas Carol, 1983)
- Hos Musse - skurkarna (Mickey's House of Villains, 2002)
  - A Donald Duck Cartoon: Trick Or Treat (från 1952)
  - A Mickey Mouse Cartoon: Mickey's Mechanical House (Musses verkstad #9)
  - A Goofy Cartoon: How To Haunt A House (Musses verkstad #14)
  - A Mickey Mouse Cartoon: Lonesome Ghosts (från 1937)
  - Silly Symphonies: Dance of the Goofys (Musses verkstad #3)
  - A Donald Duck Cartoon: Donald Duck And The Gorilla (från 1944)
  - A Donald Duck Cartoon: Donald's Halloween Scare (Musses verkstad #21)
  - Silly Symphonies: Hansel And Gretel (Musses verkstad #9)

### Fotnoter
1. ↑  ”Hos Musse: Skurkarna”. d-zine.se. https://www.d-zine.se/filmer/hom_skurkarna.htm. Läst 19 maj 2023.  ”Tv-serien Musses verkstad hade svensk premiär på SVT1 den 7 oktober 2000. Tv-serien Hos Musse hade svensk premiär på Disney Channel den 28 februari 2003.”
2. ↑  ”Hos Musse”. Svensk mediedatabas. http://smdb.kb.se/catalog/search?q=%22Hos+Musse%22+typ%3Atv&sort=OLDEST. Läst 19 juli 2016.